# جيمس بلاك (لاعب قذف)
جيمس بلاك (بالإنجليزية: James Black)‏ هو لاعب قذف بريطاني، ولد في 25 يوليو عام 1992 في Glenshesk ‏ في المملكة المتحدة.